# Чанг, Шарлет
Чиха́й Такаха́си «Шарле́т» Чанг (англ. Chihye Takahashi Chung; 16 февраля 1985, Лонг-Бич, Калифорния, США) — американская актриса

.

## Биография и карьера
Чанг родилась в Лонг-Бич, Калифорния, в семье японки и корейца, и свободно говорит на трёх языках: английском, японском и корейском. Её интерес к актёрскому мастерству начался с юного возраста, когда она была обнаружена агентом и подписала с ним контракт в самолёте в возрасте пяти лет.
Она сыграла свою первую роль в телесериале CBS «Детектив Раш» через три месяца после окончания Калифорнийского университета в Сан-Диего, где получила степень бакалавра по коммуникациям. В 2016 году Чанг появилась в телесериале Netflix «Грейс и Фрэнки», где она сыграла роль Шарлотты. Чанг также является актрисой озвучивания, озвучивает видеоигры.

## Личная жизнь
Замужем за Томом Ю. 19 мая 2019 года у них родился сын. 4 ноября 2020 года у них родилась дочь.

## Избранная фильмография
| Год  |   | Русское название       | Оригинальное название | Роль             |
| ---- | - | ---------------------- | --------------------- | ---------------- |
| 2008 | с | Университет            | Greek                 | Сестра Гаммы Пси |
| 2008 | с | Отчаянные домохозяйки  | Desperate Housewives  | Секретарша       |
| 2011 | с | Танцевальная лихорадка | Shake It Up           | Кэнди            |